# Грушина Аліна Давидівна
Алі́на Дави́дівна Ако́бія (нар. 5 серпня 1999) — українська борчиня вільного стилю, дворазова чемпіонка Європи, призерка чемпіонатів світу та Європи.

## Спортивні результати на міжнародних змаганнях

### Виступи на Олімпіадах
| Змагання                    | Збірна  | Вагова категорія          | Місце |
| --------------------------- | ------- | ------------------------- | ----- |
| Літні Олімпійські ігри 2024 | Україна | жіноча боротьба, до 57 кг | 9     |

### Виступи на чемпіонатах світу
| Змагання                        | Збірна  | Вагова категорія       | Місце  |
| ------------------------------- | ------- | ---------------------- | ------ |
| Чемпіонат світу з боротьби 2022 | Україна | жіноча боротьба, 57 кг | Бронза |

### Виступи на чемпіонатах Європи
| Змагання                         | Збірна  | Вагова категорія       | Місце  |
| -------------------------------- | ------- | ---------------------- | ------ |
| Чемпіонат Європи з боротьби 2020 | Україна | жіноча боротьба, 57 кг | Срібло |
| Чемпіонат Європи з боротьби 2021 | Україна | жіноча боротьба, 57 кг | Бронза |
| Чемпіонат Європи з боротьби 2022 | Україна | жіноча боротьба, 57 кг | Золото |
| Чемпіонат Європи з боротьби 2023 | Україна | жіноча боротьба, 57 кг | Золото |

### Виступи на Кубках світу
| Змагання                    | Збірна  | Вагова категорія | Місце  |
| --------------------------- | ------- | ---------------- | ------ |
| Кубок світу з боротьби 2022 | Україна | команда          | Золото |

### Виступи на інших змаганнях
| Змагання                                                         | Збірна  | Вагова категорія          | Місце  |
| ---------------------------------------------------------------- | ------- | ------------------------- | ------ |
| Київський Міжнародний турнір з боротьби 2017                     | Україна | жіноча боротьба, до 58 кг | Бронза |
| Турнір Олександра Медведя 2017                                   | Україна | жіноча боротьба, до 55 кг | Срібло |
| Київський Міжнародний турнір з боротьби 2018                     | Україна | жіноча боротьба, до 57 кг | Срібло |
| Київський Міжнародний турнір з боротьби 2019                     | Україна | жіноча боротьба, до 55 кг | Золото |
| Турнір Маттео Пелліконе 2020                                     | Україна | жіноча боротьба, до 57 кг | 5      |
| Київський Міжнародний турнір з боротьби 2021                     | Україна | жіноча боротьба, до 57 кг | Золото |
| Європейський олімпійський кваліфікаційний турнір з боротьби 2021 | Україна | жіноча боротьба, до 57 кг | Срібло |
| Турнір Маттео Пелліконе 2022                                     | Україна | жіноча боротьба, до 57 кг | Золото |
| Турнір Ібрагіма Мустафи 2023                                     | Україна | жіноча боротьба, до 57 кг | Срібло |

### Виступи на змаганнях молодших вікових груп
| Змагання                                       | Збірна  | Вагова категорія          | Місце  |
| ---------------------------------------------- | ------- | ------------------------- | ------ |
| Чемпіонат Європи з боротьби серед кадетів 2015 | Україна | жіноча боротьба, до 52 кг | Бронза |
| Чемпіонат Європи з боротьби серед кадетів 2016 | Україна | жіноча боротьба, до 56 кг | Золото |
| Чемпіонат світу з боротьби серед юніорів 2017  | Україна | жіноча боротьба, до 55 кг | Золото |
| Чемпіонат світу з боротьби серед молоді 2017   | Україна | жіноча боротьба, до 55 кг | Бронза |
| Чемпіонат Європи з боротьби серед молоді 2018  | Україна | жіноча боротьба, до 57 кг | Срібло |
| Чемпіонат Європи з боротьби серед юніорів 2018 | Україна | жіноча боротьба, до 55 кг | Бронза |
| Чемпіонат світу з боротьби серед юніорів 2018  | Україна | жіноча боротьба, до 57 кг | 7      |
| Чемпіонат світу з боротьби серед молоді 2018   | Україна | жіноча боротьба, до 57 кг | 12     |
| Чемпіонат Європи з боротьби серед молоді 2019  | Україна | жіноча боротьба, до 57 кг | Срібло |
| Чемпіонат Європи з боротьби серед юніорів 2019 | Україна | жіноча боротьба, до 55 кг | Золото |
| Чемпіонат світу з боротьби серед юніорів 2019  | Україна | жіноча боротьба, до 57 кг | Срібло |
| Чемпіонат світу з боротьби серед молоді 2019   | Україна | жіноча боротьба, до 57 кг | Срібло |
| Чемпіонат Європи з боротьби серед молоді 2021  | Україна | жіноча боротьба, до 57 кг | Золото |
| Чемпіонат світу з боротьби серед молоді 2021   | Україна | жіноча боротьба, до 57 кг | Золото |
| Чемпіонат світу з боротьби серед молоді 2022   | Україна | жіноча боротьба, до 57 кг | Бронза |